# Hřebeny (nádraží)
Hřebeny jsou dopravna D3 (někdejší železniční stanice) ve stejnojmenné části obce Josefov v okrese Sokolov v Karlovarském kraji ležící na neelektrizované jednokolejné trati Sokolov–Zwotental.

## Historie
V souvislosti s výstavbou nádraží v Sokolově v roce 1870 započala Buštěhradská dráha v následujících letech výstavbu tratě podél řeky Svatavy. Trať byla navedena kolem hradu Hartenberg, u kterého v podhradí byla zřízena železniční stanice.
Po zestátnění Buštěhradské dráhy v roce 1923 správu stanice převzaly Československé státní dráhy. Následně došlo k převedení původně železniční stanice na železniční zastávku, později však začala být považována za dopravnu D3.
Po druhé světové válce byla železniční stanice po vzoru vesničky, u které se nalézala přejmenována na český název Hřebeny.
Po revoluci připadla správa následovníkovi ČSD, tedy Českým drahám, které se však rozhodly, že některé lokální tratě, včetně této, zruší. Přičiněním městského zastupitelstva Kraslic došlo k tomu, že trať zrušena nebyla a naopak ji převzala nově vzniklá soukromá drážní společnost Viamont. Poté, co Viamont zkrachoval, převzala v roce 2011 správu tratě společnost PDV Railway a osobní drážní doprava připadla společnosti GW Train Regio.

## Fotogalerie

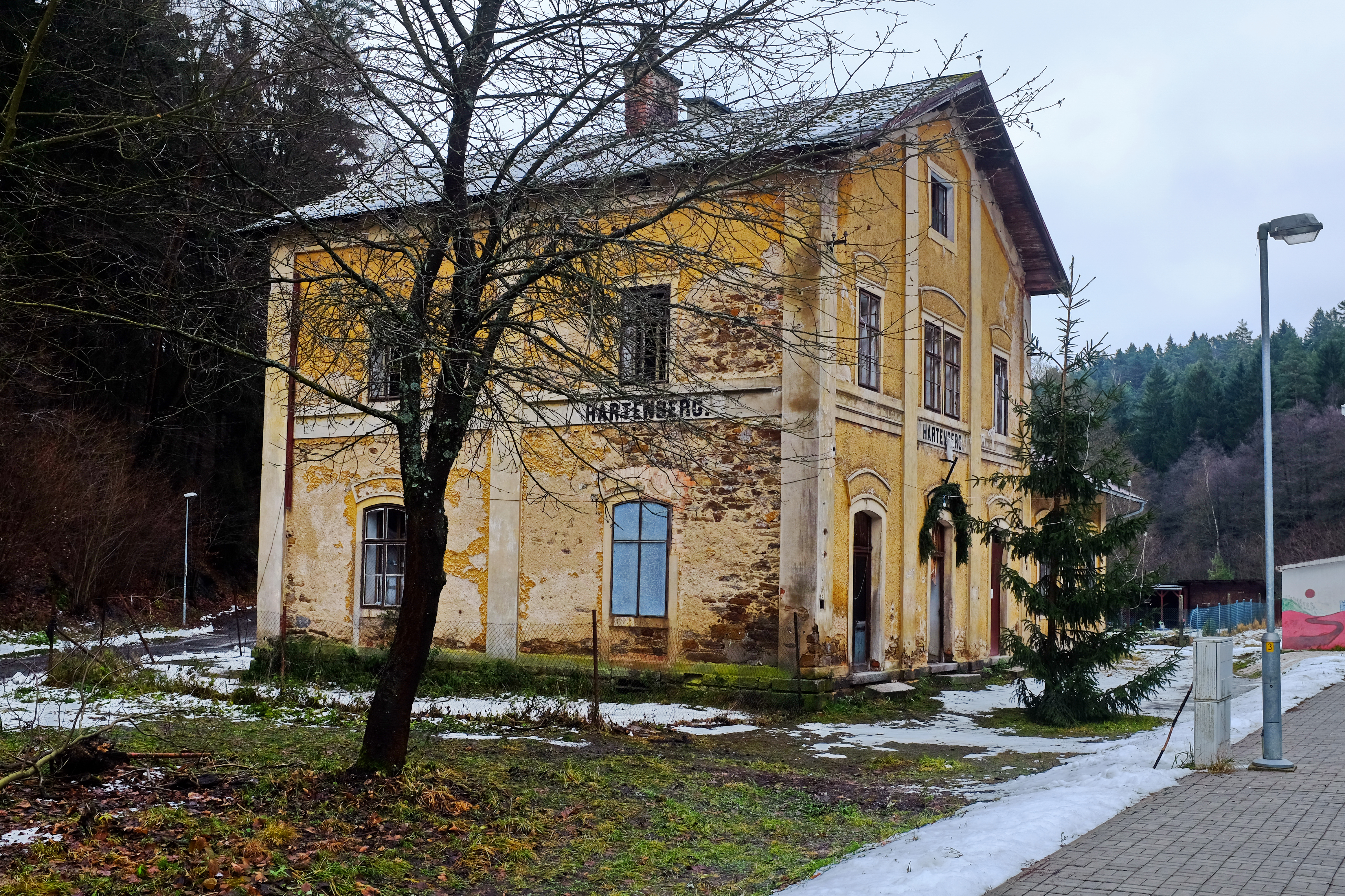
Pohled na nádražní budovu ze směru od Sokolova (2017)
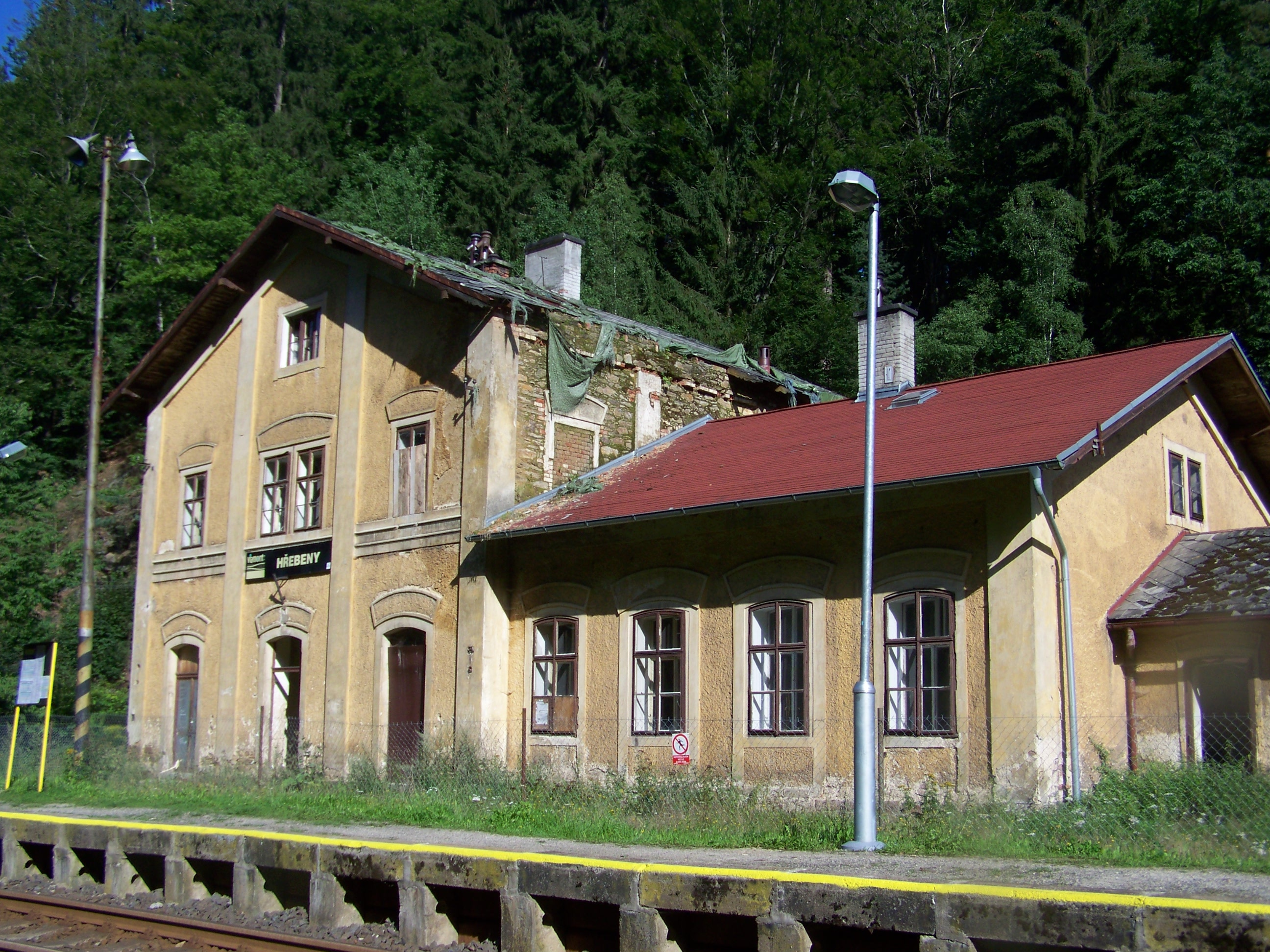
Pohled na nádražní budovu před provedením rekonstrukce nástupiště a zajištěním budovy proti zhroucení (2010)